# Форум Нерви

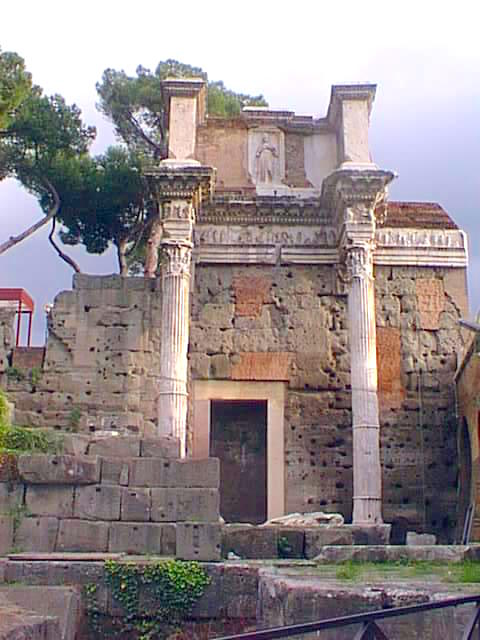
Храм Мінерви на форумі

Форум Нерви (лат. Forum Nervæ) — третій з чотирьох імператорських форумів Риму, також називався Forum Transitorium. Будівництво цього форуму було розпочато при імператорі Веспасіані або Доміціані, однак закінчено лише в 97 році при Нерві і названо на його честь. Форум розташовувався між Форумом Августа і Храмом Миру імператора Веспасіана, звідси назва Forum Transitorium: форум — «прохід» або «пасаж» (120 на 45 метрів). Форум також сполучав Аргілет (лат. Argiletum, вулиця або житловий район Стародавнього Риму) і Римський Форум.
На форумі Нерви знаходився невеликий храм, присвячений Мінерві, який був зруйнований у 1606 році за наказом папи Павла V для будівництва фонтану Acqua Paola і капели Борджа в Санта Марія Маджоре, а також колонного залу. До наших днів збереглися лише 2 гранітні колони (так звані Colonacce — Величезні колони), частина стіни і рельєф із зображенням Мінерви. Більша частина цього форуму також похована під вулицею Via dei Fori Imperiali.